# جک مولیناس
جک مولیناس (انگلیسی: Jack Molinas; ۳۱ اکتبر ۱۹۳۱ – ۳ اوت ۱۹۷۵) بازیکن بسکتبال اهل ایالات متحده آمریکا بود.
از باشگاه‌هایی که در آن بازی کرده‌است می‌توان به دیترویت پیستونز اشاره کرد.